# Азорска червенушка
Азорска червенушка (Pyrrhula murina) е вид птица от семейство Чинкови (Fringillidae). Видът е застрашен от изчезване.

## Разпространение
Видът е разпространен в Португалия.